# 레이시 하트

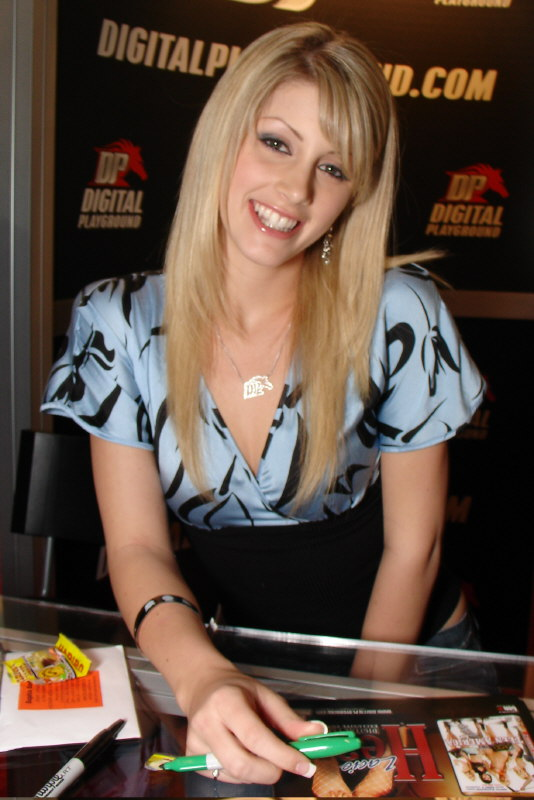
레이시 하트

레이시 하트 무대 이름 Brittany Rosenthal (Lacie Heart, 1986년 8월 22일 출생)는 미국의 포르노그래피 여우이다.
그녀는 미국 캘리포니아주 샌 루이스 오비스포의 목축 가정에서 자랐고 유년기에는 발레를 배웠다. 그녀는 19세 때 카노가 파크의 스트립 클럽에 아마추어 스트리퍼였는데 2005년 8월, 그 곳 스트립 클럽에서 L.A. 다이렉트 모델스의 에이전트인 데렉 헤이를 만나 채용된다. 레이시의 포르노 첫 장면은 잭 베니스와 판타지 워시에서 비추어졌다. 2006년 1월 Vivid Ent와 계약 하고 1년을 일한다. 그 해 12월에 Digital Playgroun와 계약했지만 그 시기부터의 활동은 잦아 들었고 2009년 이 후로 아무런 작품도 발매 되지 않았다.

## 신체
- 신장: 171cm
- 체중: 51kg